# Thomas Jouannet

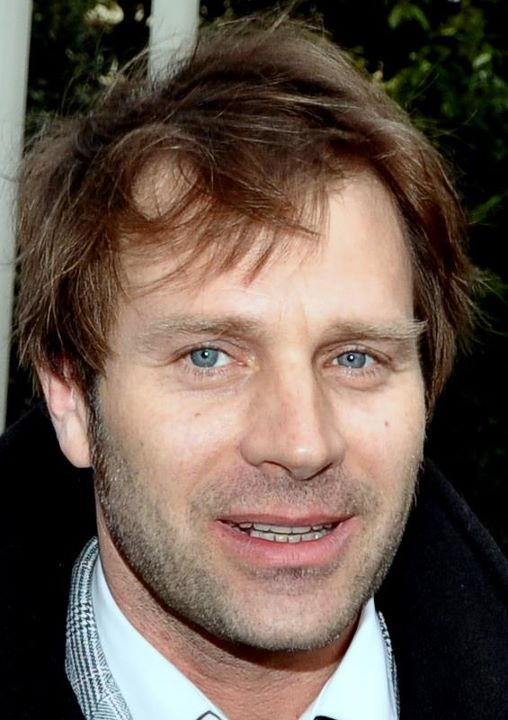
Thomas Jouannet (2012)

Thomas Jouannet (* 30. September 1970 in Genf, Schweiz) ist ein Schweizer Schauspieler.

## Biografie
Thomas Jourannet studierte in Genf Schauspiel und zog im Alter von 18 Jahren nach Paris, wo er weiterhin Schauspiel studierte und die ersten Engagements am Theater erhielt. Er debütierte als Filmschauspieler in der Fernsehserie Classe mannequin und spielte fortan ausschließlich in Fernsehserien und Fernsehfilmen mit. Sein Leinwanddebüt gab er in dem 1991 erschienenen und von Ariel Zeitoun inszenierten und von Luc Besson produzierten Actionfilm Yamakasi – Die Samurai der Moderne.
Jouannet war mit der Schauspielerin Alexandra Lamy liiert, 1997 kam die Tochter Chloé Jouannet zur Welt. Seit Juni 2010 ist er mit der Schauspielerin Armelle Deutsch verheiratet.

## Filmografie (Auswahl)
- 1993: Classe mannequin (Fernsehserie, unbekannte Anzahl an Folgen)
- 1998: Nestor Burmas Abenteuer in Paris (Nestor Burma, Fernsehserie, 1 Folge)
- 2001: Kommissar Moulin (Commissaire Moulin) (Fernsehreihe, eine Folge)
- 2001: Yamakasi – Die Samurai der Moderne (Yamakasi)
- 2003: Die Unbekannte aus der Seine (Aurélien)
- 2004: Die wunderbare Welt des Gustave Klopp (Narco)
- 2004: Le silence de la mer – Das Schweigen des Meeres
- 2005: Love Is in the Air (Ma vie en l’air)
- 2006: Henry Dunant – Rot auf dem Kreuz (Henry Dunant: Du rouge sur la croix)
- 2006: Immer nur ihn (La dérive des continents)
- 2007: Das Geheimnis der Pyramide (Agathe contre Agathe)
- 2010: Grüne Hölle (Vivace)
- 2011: Das verflixte 3. Jahr (L’amour dure trois ans)
- 2012: My Way – Ein Leben für das Chanson (Cloclo)
- 2014: Candice Renoir (Fernsehserie, 1 Folge)
- 2015: Mary Higgins Clark: Mysteriöse Verbrechen – Wo waren sie, Dr. Highley? (Collection Mary Higgins Clark, la reine du suspense; Fernsehserie, Folge: La clinique du docteur H)
- 2020: Kommissar Caïn (Caïn, Fernsehserie, 1 Folge)